# Кабанго, Бен
Бенджамин Кабанго (англ. Benjamin Cabango; родился 30 мая 2000, Кардифф) — валлийский футболист, центральный защитник клуба «Суонси Сити» и национальной сборной Уэльса.

## Клубная карьера
Начал играл в футбол в любительской команде «Мейнди Коррис», где его отец Паоло был тренером. Впоследствии тренировался в футбольной академии «Ньюпорт Каунти», а затем и в футбольной академии «Суонси Сити». В 2018 году был капитаном команды «Суонси Сити», выигравшей Молодёжный кубок Уэльса (FAW Welsh Youth Cup) и помог команде до 23 лет дойти до финала Кубка Премьер-лиги.
В июне 2018 отправился в аренду в валлийский клуб «Нью-Сейнтс». Провёл за команду 25 матчей и забил 1 гол, после чего вернулся в «Суонси Сити».
13 августа 2019 года дебютировал в основном составе «Суонси Сити» в матче Кубка Английской футбольной лиги против «Нортгемптон Таун». 26 ноября 2019 года дебютировал в Чемпионшипе в матче против «Хаддерсфилд Таун». 8 июля 2020 года забил свой первый гол за клуб в матче Чемпионшипа против «Бирмингем Сити».

## Карьера в сборной
Выступал за сборные Уэльса до 17, до 19 лет и до 21 года.
3 сентября 2020 года дебютировал за главную сборную Уэльса в матче против сборной Финляндии. В мае 2021 года был включён в заявку сборной на предстоящий чемпионат Европы.

## Личная жизнь
Бен родился в Кардиффе в семье ангольца и валлийки. Его младший брат Тео играет за регбийный клуб «Кардифф».